# Hypena griseapex
Hypena griseapex är en fjärilsart som beskrevs av George Francis Hampson 1891. Hypena griseapex ingår i släktet Hypena och familjen nattflyn. Inga underarter finns listade i Catalogue of Life.